# Gil Blas (revista)

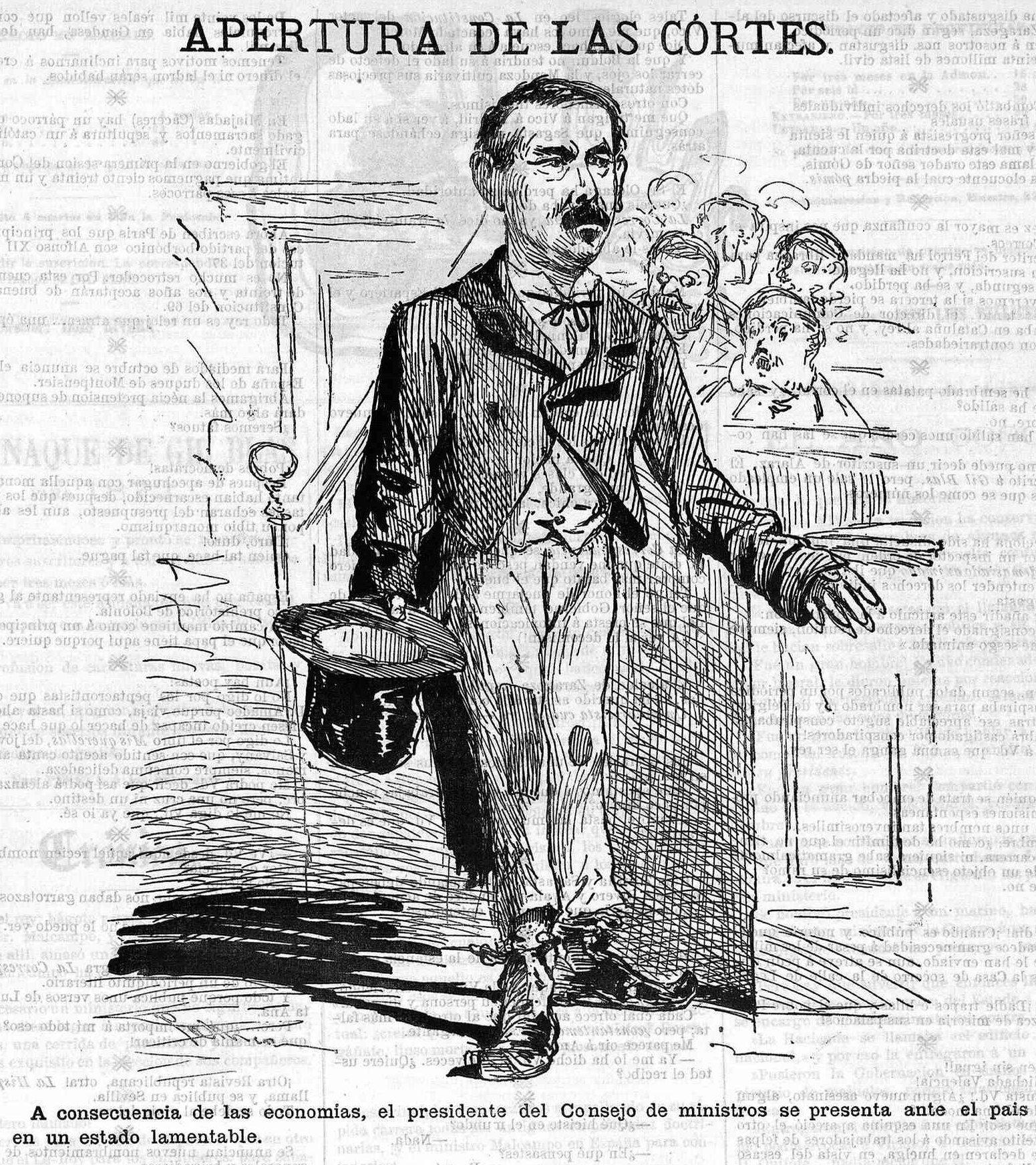
Apertura de las Cortes, de Pellicer, caricatura de Manuel Ruiz Zorrilla.

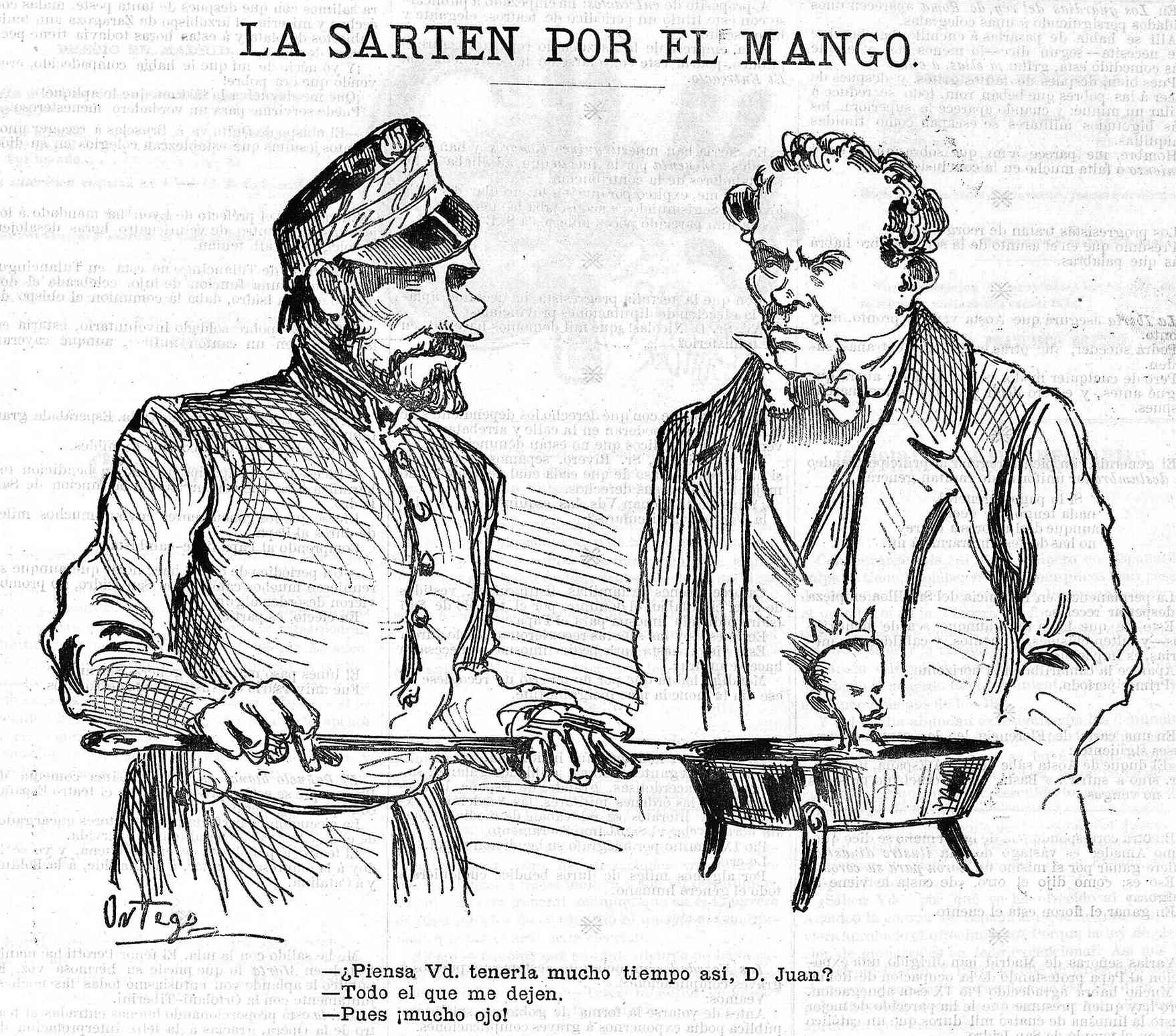
La sartén por el mango, de Francisco Ortego Vereda, caricatura de Joan Prim.

Gil Blas va ser una revista publicada a Madrid entre 1864 i 1872. En 1882 se produí una reaparició de la revista, però només publicà 37 números.

## Descripció
Es descrivia a si mateix com a periòdic polític satíric, va ser fundat per Manuel del Palacio i Luis Rivera (també escriptors en aquest periòdic) al desembre de 1864 i va cessar de publicar cap a setembre de 1872. Setmanari de quatre pàgines, amb gravats. El preu de subscripció era de 6 rals al mes. Imprès per R. Labajos, Cabeza, 27, Madrid.
Publicació de sàtira virulenta, en la qual generalment a les pàgines 2 o 3 de cada nombre solien inserir-se caricatures a gran grandària signades —gairebé sempre amb peu— d'acreditats dibuixants com Francisco Ortego, Daniel Perea y Rojas, Alfredo, Giménez o Llovera.

## Anàlisi
Va cobrir així, en els seus vuit anys de vida, i els seus 668 nombres, des de la fi del període moderat fins a la meitat del regnat d'Amadeu I, passant pel llarg procés que portaria al final de l'època isabelina; encara que no va aconseguir a coexistir amb allò que aproximadament havia promogut: el naixement de la primera República. Tampoc, evidentment, per la seva ràpida defunció.
Quatre èpoques successives s'adverteixen a Gil Blas. La primera, des del 3 de desembre de 1864 al 16 de juny de 1866 (abans va haver-hi un número zero, prospecte, al novembre de 1864); la segona, des del 4 d'octubre de 1866 al 3 de novembre de 1867 (el gens breu trànsit de la primera a la segona va ser motivat per una suspensió del periòdic «d'ordre del capità general»); la tercera, des del 7 de novembre de 1867 al 31 de desembre de 1871, seria tan llarga com intensa (els quatre dies transcorreguts entre el final de la segona i l'inici de la tercera es van dedicar al tràmit d'un dipòsit econòmic, el preceptiu per obtenir l'alta de periòdic polític); i de la ja decadent segona meitat de la tercera època es va passar a una quarta, a causa del canvi de periodicitat, que es va constituir setmanal; i duraria fins al diumenge 29 de setembre de 1872, doncs el 6 d'octubre d'aquest mateix any va aparèixer un solt de comiat titulat A sus amigos y suscritores.

## Escriptors i artistes

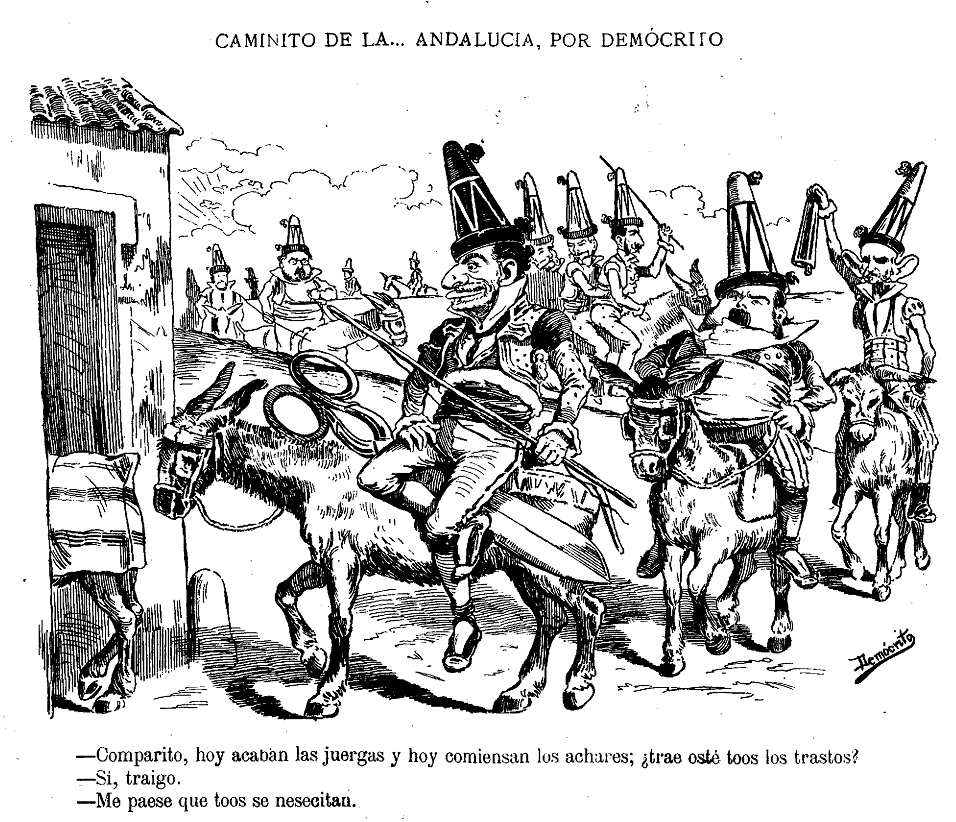
Caminito de la Andalucía, d'Eduardo Sojo «Demócrito», en la reaparició de la revista en 1882.

Des dels seus inicis fins a 1869 més o menys, Gil Blas sempre va comptar amb la col·laboració de diversos coneguts escriptors i dibuixants del moment. D'entre els primers és obligat destacar, a part del ja citat Manuel del Palacio, a Federico Balart Elgueta, Eusebio Blasco Soler, Ernesto García Ladevese, Eduardo de Lustonó, Manuel Matoses, Florencio Moreno Godino, Antonio Pérez Rioja, Miguel Ramos Carrión, Luis Rivera, Robert Robert, Eduardo Saco o Antonio Sánchez Pérez. I, de menor calibre literari, cal afegir-hi els noms de Pedro María Barrera, Pedro Bofill, Julio Monreal, José Navarrete o Antonio Ramiro García.
D'entre els artistes queden esmetats Daniel Perea y Rojas i Francisco Ortego; encara que caldria afegir altres a la llista: Alfredo Perea y Rojas, Josep Llovera i Bufill, Josep Lluís Pellicer. Fins i tot va dibuixar algun cop per a Gil Blas, firmant S. —pel seu pseudònim poc conegut Sem—, Valeriano Bécquer.